# مرکز (نظریه گروه‌ها)
| o   | e   | b   | a   | a2  | a3  | ab  | a2b | a3b |
| --- | --- | --- | --- | --- | --- | --- | --- | --- |
| e   | e   | b   | a   | a2  | a3  | ab  | a2b | a3b |
| b   | b   | e   | a3b | a2b | ab  | a3  | a2  | a   |
| a   | a   | ab  | a2  | a3  | e   | a2b | a3b | b   |
| a2  | a2  | a2b | a3  | e   | a   | a3b | b   | ab  |
| a3  | a3  | a3b | e   | a   | a2  | b   | ab  | a2b |
| ab  | ab  | a   | b   | a3b | a2b | e   | a3  | a2  |
| a2b | a2b | a2  | ab  | b   | a3b | a   | e   | a3  |
| a3b | a3b | a3  | a2b | ab  | b   | a2  | a   | e   |

در جبر مجرد، مرکز (به انگلیسی: Center) گروهی چون {\displaystyle G}، مجموعه عناصری اند که با تمام عناصر گروه جابه‌جا می‌گردند. این مجموعه را با {\displaystyle Z(G)} نمایش داده که از حرف اول کلمه Zentrum در آلمانی (به معنای مرکز) گرفته شده است. براساس نماد مجموعه-ساز، این مجموعه به صورت زیر نمایش داده می‌شود:
{\displaystyle \operatorname {Z} (G)=\{z\in G\mid \forall g\in G,{\it {{zg}={\it {{gz}\}}}}}}
مرکز، یک زیرگروه نرمال است: {\displaystyle Z(G)\vartriangleleft G}. این مجموعه به عنوان یک زیرگروه، همیشه مشخصه است (یعنی «زیرگروه مشخصه»)، اما لزوماً «مشخصه کامل» نیست. گروه خارج‌قسمتی {\displaystyle G/Z(G)}، یکریخت با گروه اتومورفیسم داخلی (خودریختی داخلی) {\displaystyle \operatorname {Inn} (G)} است.
گروهی چون {\displaystyle G} آبلی است اگر و تنها اگر {\displaystyle Z(G)=G} باشد. حالت مقابل آن زمانی پیش می‌آید که مرکز گروه بدیهی باشد (یعنی یک عضوی باشد، که همان عضو همانی گروه خواهد بود)، در این صورت گروه مورد نظر را «بی‌مرکز» می‌نامند.
برخی مواقع، عناصر مرکز گروه را مرکزی (central) می‌نامند.